# Новогодний концерт Венского филармонического оркестра

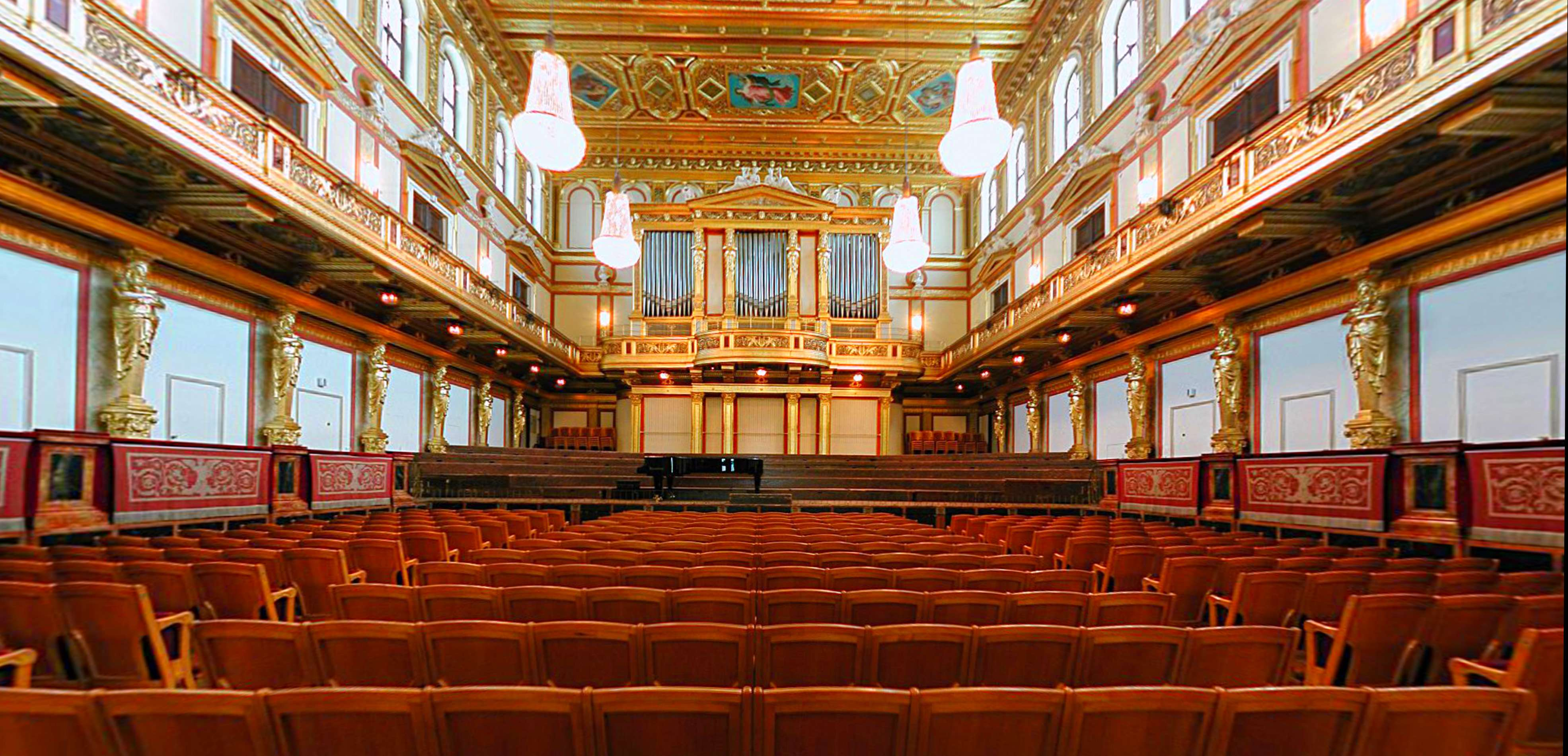
Золотой зал Музыкального общества, где проходят концерты

Новогодний концерт Венского филармонического оркестра (нем. Das Neujahrskonzert der Wiener Philharmoniker) — традиционный ежегодный концерт Венского филармонического оркестра, который проводится 1 января в Вене, в Золотом зале здания Венского музыкального общества.

## История и традиции
Начало традиции было положено в рамках программы «Зимняя помощь», проводимой немецкой национал-социалистической партией в 1933—1943 годах.
Первый концерт состоялся 31 декабря 1939 года. В последующие годы день концерта был перенесён на 1 января.
В настоящее время новогодняя программа состоит из трёх концертов: подготовительного (30 декабря), концерта накануне Нового года (31 декабря) и непосредственно основного Новогоднего концерта 1 января. Программа всех трёх концертов идентичная, различается только стоимость билетов. В связи с огромным спросом на билеты организаторы распространяют их с помощью лотереи, проводимой на официальном сайте оркестра в период 2 января — 28/29 февраля, то есть почти за год до мероприятия.
В течение 40 лет концертами руководили австрийские дирижёры, в том числе в 1955—1979 годах — концертмейстер Венского филармонического оркестра Вилли Босковски. Начиная с 1987 года каждый год для проведения концерта приглашается кто-то из наиболее известных дирижёров мира.
Цветы для украшения Золотого зала Венского музыкального общества в 1980—2014 годах поставлялись в дар муниципалитетом итальянского города Сан-Ремо. Начиная с 2015 года зал украшается цветами, выращенными в Австрии.

## Репертуар
Репертуар концерта составляет, за редкими исключениями, австрийская лёгкая музыка конца XVIII — конца XIX веков: венские вальсы, польки, мазурки, марши семейства Штраусов (Иоганн Штраус-отец, Иоганн Штраус-сын, Йозеф Штраус, Эдуард Штраус), а также Вольфганга Амадея Моцарта, Франца Шуберта, Йозефа Ланнера, Йозефа Хельмесбергера, Отто Николаи, Эмиля фон Резничека, Франца фон Зуппе и др.
В концерте исполняется обычно 12 произведений с перерывом после шестого номера.
За основной частью следуют три номера на бис: быстрая полька, затем вальс Штрауса-сына «На прекрасном голубом Дунае» и, наконец, «Марш Радецкого» Штрауса-отца, при исполнении которого публика по традиции аплодисментами отбивает такт, а дирижёр обращается к ней лицом и дирижирует этими аплодисментами. Традиция исполнения «на бис» появилась, вероятно, в 1945 году, когда в концерте был впервые исполнен вальс «На прекрасном голубом Дунае». В следующем, 1946 году, был впервые исполнен «Марш Радецкого» — и также «на бис». В дальнейшем эти произведения нередко исполнялись как в основной программе, так и «на бис». Начиная с 1958 года они неизменно входят в ставшее традиционным завершение концерта.
Общая продолжительность концерта составляет около двух с половиной часов.

## Трансляция
Существует многолетняя традиция трансляций концерта — как по радио, так и на телевидении. Телевизионная трансляция в Австрии ведётся компанией ORF начиная с 1959 года (с 1969 года — в цвете), с 1985 году началась трансляция в США.
В 2010 году аудитория телезрителей составила 50 миллионов человек из 72 стран — в это число входят как европейские зрители, получающие трансляцию по каналам Евровидения, так и зрители других континентов. В 2015 году телетрансляцией были охвачены 90 стран. В 2016 году концерт впервые был показан в Бразилии, Вьетнаме и Пакистане.
Как минимум начиная с 1964 года в телевизионную трансляцию включается несколько номеров, исполняемых артистами балетной труппы Венской государственной оперы. В разные годы также приглашались артисты Парижской оперы, Баварской оперы, Мариинского театра и ученики балетной школы Венской оперы. Съёмки ведутся в исторических интерьерах замков, дворцов и музеев Австрии. Среди постановщиков танцев были Джон Ноймайер, Борис Эйфман, Жан-Гийом Бар, Эшли Пейдж, Ренато Дзанелла, Давиде Бомбана, Иржи Бубеничек, Андрей Кайдановский (2019). Костюмы для артистов делали такие модельеры, как Кристиан Лакруа (1997), Валентино (2010) и Вивьен Вествуд (2014). Несколько раз балетные номера исполнялись в здании Венского музыкального общества прямо во время концерта.
Начиная с 1992 года в телевизионную программу также входит музыкальный фильм, транслирующийся во время 25-минутного антракта в зале.
В России концерт впервые были показан в прямом эфире на телеканале «Россия-Культура» 1 января 1998 года. Затем на 3 года канал взял перерыв в трансляциях мероприятия, а с 1 января 2002 по 1 января 2022 года прямые трансляции Новогоднего концерта Венского филармонического оркестра проводились ежегодно и являлись на протяжении 20 лет традиционным подарком для телезрителей. В 2023 и 2024 годах концерт на телеканале "Россия-Культура" не транслировался.  1 января 2025 года на канале "Россия-Культура" транслировалась архивная запись концерта от 2012 года (дирижёр Марис Янсонс).

## Дирижёры
- Клеменс Краус — 1939, 1941—1945, 1948—1954
- Йозеф Крипс — 1946—1947
- Вилли Босковски — 1955—1979
- Лорин Маазель — 1980—1986, 1994, 1996, 1999, 2005
- Герберт фон Караян — 1987
- Клаудио Аббадо — 1988, 1991
- Карлос Клайбер — 1989, 1992
- Зубин Мета — 1990, 1995, 1998, 2007, 2015[9]
- Риккардо Мути — 1993, 1997, 2000, 2004, 2018[10], 2021, 2025
- Николаус Арнонкур — 2001, 2003
- Сэйдзи Одзава — 2002
- Марис Янсонс — 2006, 2012, 2016[11]
- Жорж Претр — 2008, 2010
- Даниэль Баренбойм — 2009, 2014, 2022[12]
- Франц Вельзер-Мёст — 2011, 2013, 2023[13]
- Густаво Дудамель — 2017[14]
- Кристиан Тилеман — 2019[15], 2024
- Андрис Нелсонс — 2020
- Янник Незе-Сеген — 2026[16]